# 輪講
輪講 (りんこう) とは、数人から数十人のグループで論文または書籍の内容を互いに発表し合うこと。抄読会、ジャーナルクラブ (journal club) などともいう。大学のゼミでよく行われる。

## 概要
参加者が順に発表者となり、自ら選んだ（またはリーダーから与えられた）論文の内容を発表し、講義する。聴講者は、その発表に対して質問・意見を述べる。発表者は、研究の背景を含めた全体像を要領よく的確に紹介しなければならない。発表者は論文の選択、発表、質議への対応で評価され、また鍛えられることになる。同時に聴講者も見聞を広げることができ、高等教育機関の研究／学習に適している。
論文は、会員全員がある程度興味を持ち、しかも重要な知見を明らかにしたものを選ぶ。1冊の書籍を、発表者が一部分ずつ分担して発表することもある。新しい外国語の文献を用いることがある。外国語文献の場合には、日本語への翻訳を必須とする場合と、抄訳だけでよい場合と、大切な単語の訳だけを用意する場合とがある。
企業においては、新しい機器、システムの手引き（manual)、仕様書(specification)を輪講することがある。

## ネット利用
近年では、ネットを使った外国語文献の翻訳分担において行ったり、チャット、テレビ会議システムを利用することがある。
海外では、パブロン, パブピアなどのシステムもある。

### wiki利用
輪講の事前資料、事後資料をwikiに掲載し、相互に修正してよりよい整理を作成していく。
内容を開示できるものは、そのままwikiに反映できる利点がある。

### Twitter利用
Twitterをチャットの道具として利用する。ハッシュタグを決めて輪講の参加者に情報を展開する。
参加者以外の興味を持っている人への勧誘にもなる利点がある。